# Tivoli (Australia)
Tivoli è una città australiana del Queensland che si trova a circa 40 km da Brisbane, capitale dello Stato.
Ha una popolazione di 1 552 abitanti.